# Enciklopedija Hrvatskoga zagorja
Enciklopedija Hrvatskoga zagorja (EHZ) je hrvatska tematska enciklopedija o Hrvatskom zagorju u izdanju Leiksikografskoga zavoda Miroslav Krleža. Prvo izdanje objavljeno je 2017., a drugo, prošireno i dopunjeno, 2025. godine.
Pokrenuta je na poticaj i u suradnji s Krapinsko-zagorskom županijom 2014. godine.
Prvo izdanje (2017.) ima 1947 natuknica na približno tisuću stranica te gotovo dvije tisuća slikovnih priloga. Drugo izdanje (2025.) objavljeno je s više od dvije tisuće dopuna i ima ukupno 2108 natuknica, na 1056 stranica.
Urednici prvoga izdanja su Božidar Brezinščak Bagola, Ivan Cesarec i Mladen Klemenčić, a drugoga  Božidar Brezinščak Bagola, Ivan Cesarec, Mladen Klemenčić, Iva Klobučar Srbić i Jasmina Lukec.